# 洛艾萨县

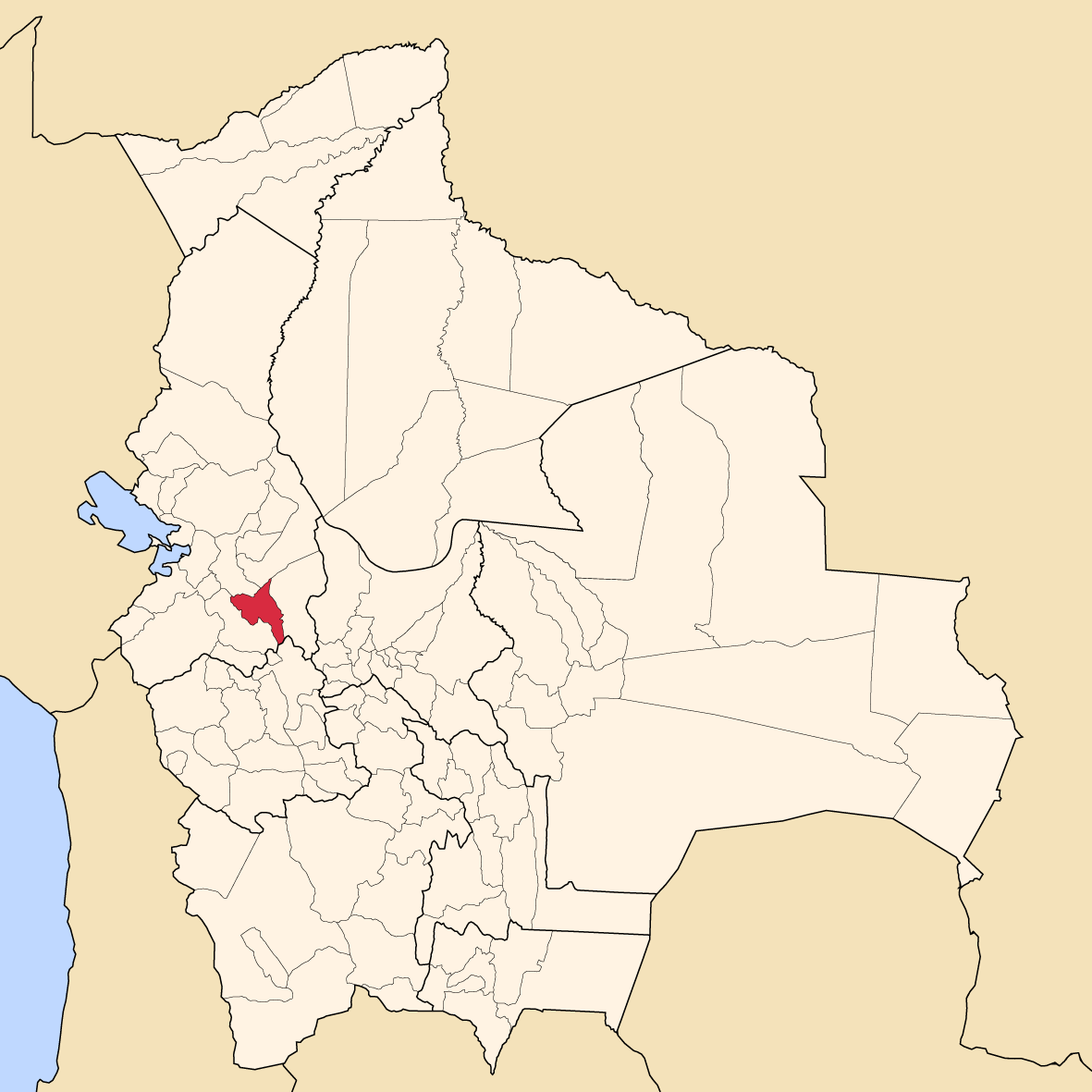

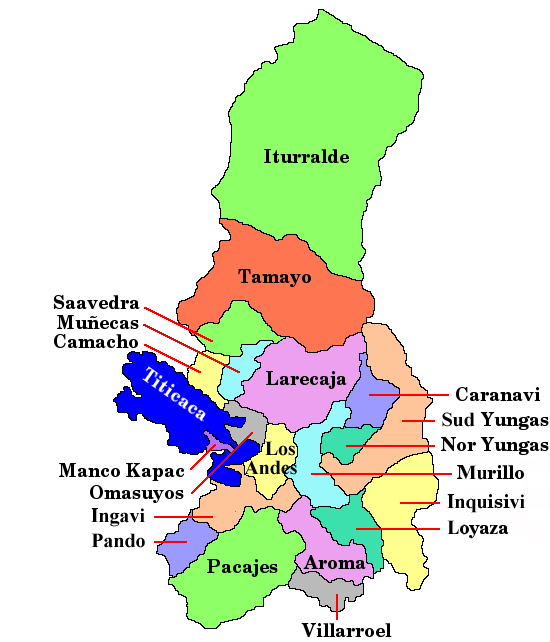

洛艾薩县（西班牙語：Provincia de Loayza），是玻利維亞的县份，位於該國西部，屬於拉巴斯省的一部分，县府設於盧里瓦伊，面積3,370平方公里，2012年人口47,295，人口密度每平方公里14人。